# Peasenhall
Peasenhall är en by och en civil parish i East Suffolk i Suffolk i England. Orten hade 496 invånare 2001.